# 웽치차

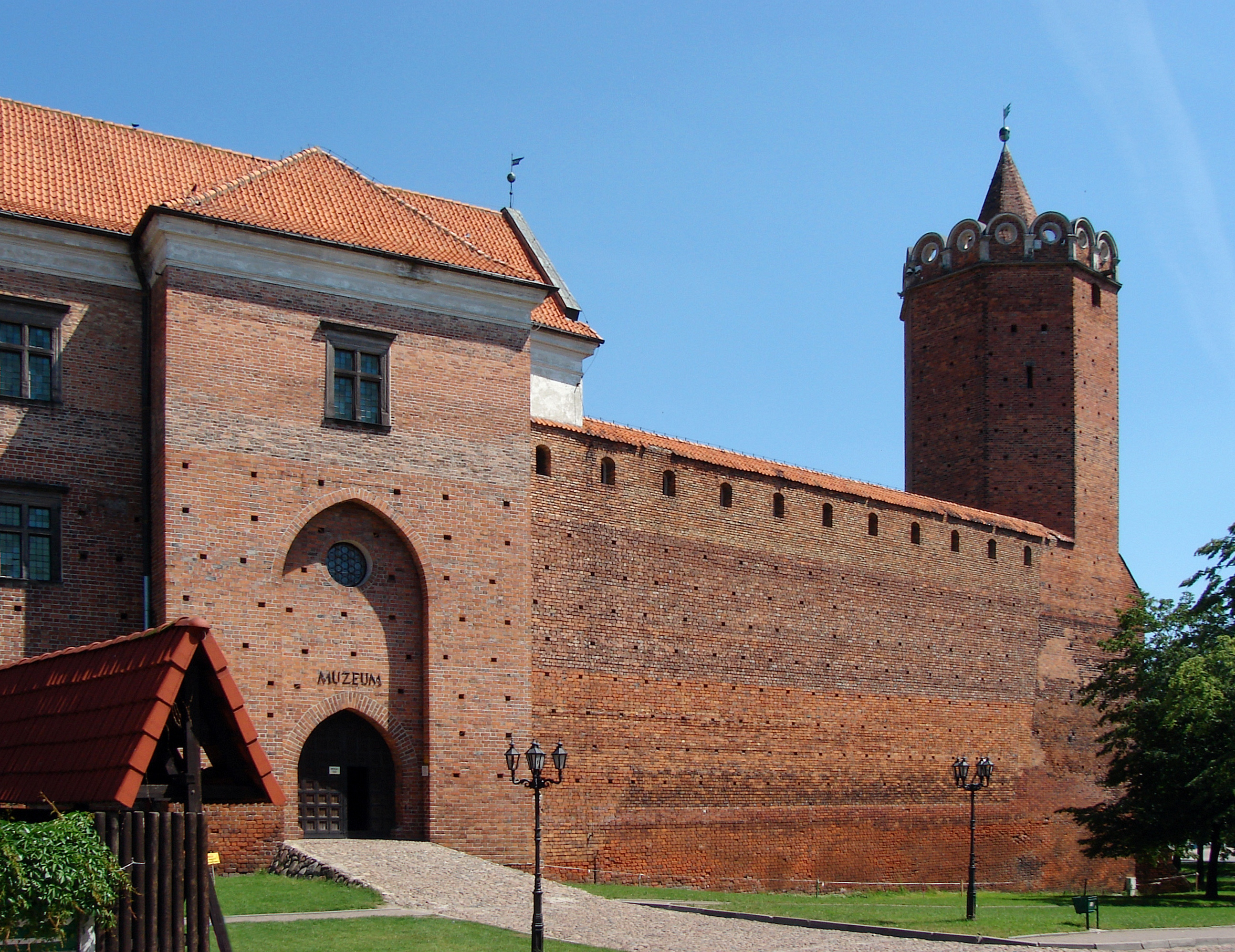
웽치차 성

웽치차(폴란드어: Łęczyca) 또는 렌치차는 폴란드 중부 우치주에 위치한 도시로 면적은 9.0km2, 인구는 16,594명(2005년 기준)이다. 1182년 폴란드 최초의 의회인 세임(Sejm)이 소집된 곳이다.

시 문장